# Riet de Wit
Riet de Wit-Romans (Treebeek, 10 mei 1948) is een Nederlands voormalig politicus voor de Socialistische Partij (SP).

## Loopbaan
De Wit was vanaf de jaren 1970 actief lid van de SP en voerde onder meer actie voor schadevergoedingen voor mijnwerkers met silicose. In 1994 werd ze lid van de gemeenteraad in Heerlen. In 2002 werd ze wethouder, onder meer belast met daklozen- en verslaafdenopvang. Na kritiek van het CDA op een plan van De Wit om een opvanghuis voor verslaafden in een woonwijk te plaatsen, traden zij en haar SP-collega Peter van Zutphen in 2004 af. Na de gemeenteraadsverkiezingen van 7 maart 2006, waarbij de Socialistische Partij in Heerlen van zeven naar elf zetels ging en de grootste partij in de gemeenteraad werd, keerde De Wit terug als wethouder. In 2014 ging ze met pensioen.
De Wit was tevens lid van het dagelijks bestuur van de SP. In 2004 ontving ze de Rooie Reus-Prijs vanwege haar inzet voor dakloze verslaafden in Heerlen.

## Privéleven
Riet de Wit is getrouwd met voormalig lid van de Tweede Kamer Jan de Wit. Samen hebben zij een zoon en twee dochters.